# 가스화
가스화(Gasification)란 화석연료나 일반적인 유기물을 연료로 쓰기 위해 기체로 분해하는 과정이다.

## 예시
- 석탄 가스화

## 같이 보기
- 석탄 가스화